# Élodie Le Labourier
Élodie Le Labourier, née le 28 février 1982 à Vannes, est une cavalière d'endurance française. Elle fait ses premières armes dans la discipline en Bretagne, devient championne de France sur 90 km en 1998, finit seconde des 130 km de Huelgoat en 2001 et 4e des 140 km de Guerlédan l'année suivante. Elle est médaille de bronze en individuel en 2006 aux jeux équestres mondiaux.
En 2015, elle déménage en Australie. 